# John Williams (senator)

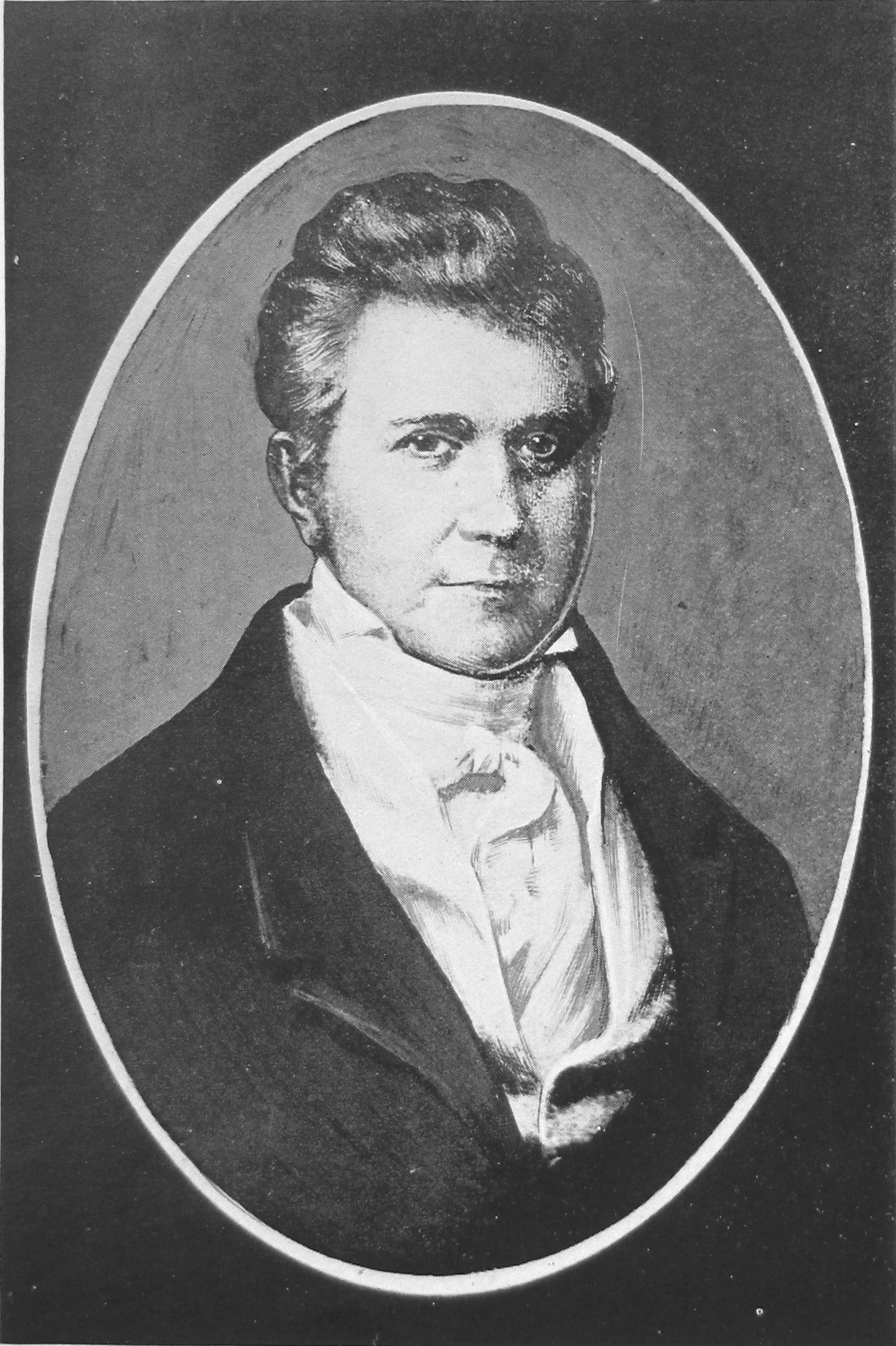
John Williams

John Williams, född 29 januari 1778 i Surry County, North Carolina, död 10 augusti 1837 nära Knoxville, Tennessee, var en amerikansk militär, diplomat och politiker (demokrat-republikan). Han representerade delstaten Tennessee i USA:s senat 1815-1823.
Williams studerade juridik i Salisbury, North Carolina. Han inledde 1803 sin karriär som advokat i Knox County, Tennessee. Han deltog i strider mot indianerna under 1812 års krig och avancerade till överste. Först var han med om första seminolekriget i Florida och tjänstgjorde sedan under general Andrew Jackson i creekkriget i Alabama.
Senator George W. Campbell avgick 1814 för att tillträda som USA:s finansminister. Jesse Wharton blev utnämnd till senaten. Följande år valde delstatens lagstiftande församling Williams till Whartons efterträdare. Williams valdes 1817 till en hel mandatperiod i senaten. Han bestämde sig för att kandidera 1823 till omval men den gången förlorade han mot Andrew Jackson.
Williams tjänstgjorde som USA:s chargé d'affaires i Centralamerikanska federationen 1825-1826. Han återvände till Tennessee och var ledamot av delstatens senat 1827-1828.
Williams grav finns på First Presbyterian Church Cemetery i Knoxville.